# المستعمرات المتحدة
كان اسم المستعمرات المتحدة الاسم الذي استخدمه الكونغرس القاري الثاني للأمة الناشئة التي ضمت 13 مستعمرة أمريكية في 1775 و1776، قبل إعلان الاستقلال. لقد ظهرت كعبارة عامية للإشارة إلى المستعمرات ككل. إن أصلها الدقيق غير معروف، لكن جون آدامز استخدم عبارة «المستعمرات الموحدة» في وقت مبكر من 27 فبراير 1775، في رسالته السادسة بعنوان «إلى سكان مستعمرة خليج ماساتشوستس» المنشورة في بوسطن جازيت:
في 9 سبتمبر 1776، أسقط الكونغرس رسميًا اسم «المستعمرات المتحدة» لصالح «الولايات المتحدة الأمريكية».

## دعوة المستعمرات المتحدة للحشد
دعا الكونغرس المستعمرات إلى إعادة تسمية نفسها على أنها ولايات، بدساتير جديدة. في 14 مارس 1775 على النحو الذي اقترحه الكونغرس جون آدامز:
تقرر أنه يجب التوصية على الفور إلى العديد من الجمعيات، والاتفاقيات واللجان أو مجالس السلامة التابعة للمستعمرات المتحدة، بنزع سلاح جميع الأشخاص، داخل مستعمراتهم الخاصة، والذين يشتهرون بالاستياء من قضية أمريكا، أو الذين لديهم غير مرتبط، رافضًا الانضمام للدفاع عن هذه المستعمرات الموحدة بالسلاح ضد المحاولات العدائية للأسطول والجيوش البريطانية...."
بعد معارك ليكسينغتون وكونكورد في أبريل 1775، حشدت مليشيات نيو إنغلاند لمحاصرة البريطانيين في بوسطن. وفي 6 يوليو 1775، أصدر الكونغرس، إعلانًا صادرًا عن ممثلي المستعمرات المتحدة في أمريكا الشمالية، المجتمعة الآن في الكونغرس العام في فيلادلفيا، وحدد أسباب وضرورة حمل السلاح. واستنتج الكونغرس: «نعني عدم حل هذا الاتحاد الذي طالما استمر سعيدًا بيننا، والذي نراه بصدق لاستعادته.... لم نقم بتكوين جيوش ذات مخططات طموحة للانفصال عن بريطانيا العظمى وإقامة دول مستقلة».
في 10 مايو 1776، قرر الكونغرس بالإجماع:
أن تتم التوصية إلى المجالس والاتفاقيات الخاصة بالمستعمرات المتحدة، حيث لم يتم إنشاء حكومة كافية لمقتضيات شؤونها حتى الآن، بتبني مثل هذه الحكومة، كما يجب، في رأي ممثلي الشعب، على النحو الأفضل. لسعادة وسلامة ناخبيهم بشكل خاص وأمريكا بشكل عام.
استعدادًا للاستقلال، عرّف الكونغرس الخيانة على أنها شن حرب ضد المستعمرات المتحدة، أو التمسك بالملك، أو تقديم المساعدة أو إيواء العدو.
في أوائل عام 1776، تم نشر سبب الاستقلال على نطاق واسع في كتيب توماس باين المعنون الفطرة السليمة. وطالب 13 مستعمرة بكتابة دستور جديد:
دع أعمالهم تكون صياغةً لميثاق قاري، أو ميثاق المستعمرات المتحدة؛ (الرد على ما يسمى ماجنا كارتا إنجلترا) وتحدد عدد وطريقة اختيار أعضاء الكونغرس وأعضاء الجمعية وتاريخ جلوسهم ورسم خط العمل والاختصاص فيما بينهم: (نتذكر دائمًا أن لدينا قوة قارية وليست إقليمية.) تأمين الحرية والملكية لجميع الناس، وقبل كل شيء حرية ممارسة الدين، وفقًا لما يمليه الضمير؛ بأمور أخرى ضرورية لاحتواء الميثاق.
صوت الكونغرس على الاستقلال في 2 يوليو 1776، وقد أَصدر في 4 يوليو 1776 "إعلان الاستقلال:
باسم وسلطة أهل هذه المستعمرات الطيبين، أن ينشر ويعلن رسميًا أن هذه المستعمرات المتحدة، ويجب أن تكون، ولاياتً حرة ومستقلة؛ وأنهم قد تم تبرئتهم من الولاء الكامل للتاج البريطاني، وأن كل الروابط السياسية بينهم وبين دولة بريطانيا العظمى قد تم حلها تمامًا، ويجب أن يتم حلها.

## وكالات جديدة
عيّن الكونغرس جورج واشنطن «الجنرال والقائد العام لجيش المستعمرات المتحدة وجميع القوات التي نشأت أو سترفعها»، وأمره بتولي مسؤولية حصار بوسطن في 22 يونيو 1775. أنشأ الكونغرس سلسلة من الوكالات الجديدة باسم المستعمرات المتحدة، بما في ذلك البحرية،
في 14 سبتمبر 1775، أصدر الكونغرس تعليمات للعقيد بنديكت أرنولد بغزو كيبيك والاستيلاء على المخازن العسكرية ومحاولة إقناع الكنديين الفرنسيين بالانضمام إلى الثورة.
في 9 سبتمبر 1776، أسقط الكونغرس رسميًا اسم "المستعمرات المتحدة" لصالح "الولايات المتحدة الأمريكية". أمر الكونغرس، "أنه في جميع اللجان القارية، والأدوات الأخرى، حيث تم حتى الآن استخدام كلمات "المستعمرات المتحدة"، بأن يتم تغيير المنصة من أجل المستقبل إلى "الولايات المتحدة".

## روابط خارجية
- «المستعمرات + المتحدة» 368 رابط لمصادر أولية